# H6: Diario de un asesino
H6: Diario de un asesino es una película de terror española dirigida por Martín Garrido Barón y estrenada en 2006. Protagonizada por Fernando Acaso, María José Bausá, Alejo Sauras y Raquel Arenas, narra la historia de Antonio Frau, un asesino en serie que acaba de salir de la cárcel y que actúa sobre los menos favorecidos.

## Argumento
Antonio Frau (Fernando Acaso) es un asesino en serie que, transcurridos 25 años desde su ingreso en prisión por el asesinato de su novia, es liberado. El hecho de heredar un viejo motel por parte de un familiar, al que ni siquiera conoce, es percibido por Antonio como una señal, una especie de mensaje divino que le indica que él es el elegido para redimir   las almas de aquellos que han perdido el rumbo. Así, cada cierto tiempo, decide secuestrar a una prostituta a la que, durante varias semanas, maltrata y viola con la finalidad de que  aprenda a valorar la vida. Al observar que no logra el cambio esperado en sus víctimas, las asesina. Con absoluta frialdad, Antonio decide plasmar cada una de sus atrocidades en un diario acompañándolas con fotografías, sensaciones y pensamientos contradictorios. Mientras tanto, el asesino continúa con su vida rutinaria junto a su esposa.

## Reparto
Algunos de los actores y actrices que aparecen en el filme junto a los personajes que interpretan son los siguientes:
| Actores              | Personajes                                                                |
| -------------------- | ------------------------------------------------------------------------- |
| Fernando Acaso       | Antonio Frau, el asesino en serie                                         |
| María José Bausá     | Francisca Segui, esposa de Antonio Frau                                   |
| Alejo Sauras         | Cristóbal, joven okupa que se entrecruza en el camino de Frau             |
| Raquel Arenas        | Rosa, prostituta que confía en Antonio Frau                               |
| Xènia Reguant        | Marisa, otra de las prostitutas                                           |
| Martín Garrido Ramis | Miguel Oliver, comisario que investiga la desaparición de las prostitutas |

## Producción
H6: Diario de un asesino es una película producida en un 100% por la productora Kanzaman S.A. y distribuida a nivel nacional por Aurum Producciones.

#### Guion
La película está escrita por el director y guionista español Martín Garrido Ramis, considerado como uno de los directores de cine independiente más veteranos de España. Además de ser el primer director de cine comercial de la historia de las Islas Baleares, es autor de conocidas películas como "El hijo bastardo de Dios" (2015) o "Turbulencia Zombi", estrenada el 15 de noviembre de 2019.

#### Selección de dirección y reparto
H6: Diario de un asesino es el primer largometraje dirigido por Martín Garrido Barón. Anteriormente, Garrido había colaborado, desde muy joven, con directores de cine y de teatro en producciones varias desempeñando diferentes cargos: desde ayudante de dirección o director de arte hasta director de fotografía.
Entre el reparto, destaca la participación de Fernando Acaso como el gran protagonista del filme. Actor de doblaje, fue famoso por haber sido copresentador junto a Mercedes Milá de Gran Hermano durante dos temporadas y por haber trabajado junto a María Teresa Campo en Pasa la Vida y Día a Día.

#### Rodaje
El rodaje de la película comenzó el 16 de febrero de 2004 y finalizó el 22 de marzo del mismo año. La ciudad seleccionada para ello fue Madrid. En lo que al tiempo se refiere, el filme es un largometraje de 99 minutos.

## Lanzamiento

#### Calificación por edades
Película no recomendada a menores de 18 años.

#### Estreno
El 29 de abril de 2005 se produjo el preestreno de H6: Diario de un asesino como parte de las proyecciones del Festival de Cine de Málaga. Además, participó en el Festival de Cine Fantástico y de Terror de San Sebastián en su decimosexta semana el 3 de noviembre de 2005 y en el Festival Internacional de Cine Negro de Manresa en noviembre de 2005. Finalmente, la película fue estrenada en España el viernes 14 de julio de 2006.

## Recepción

#### Comercial
La película consiguió una recaudación de 219.218,68 € y 56.563 espectadores. Además, contó con una subvención pública de 186.665,99 € de "Ayudas a la Amortización de Largometrajes".

#### Crítica
| País              | Medio/Autor(a)                 | Crítica | Tendencia |
| ----------------- | ------------------------------ | --- | --------- |
| Bandera de España | El País Javier Ocaña           | "En verano se estrena cualquiera cosa. Pero hay asuntos que sobrepasan la chatarra habitual. Como esta barbaridad titulada H6, diario de un asesino,reaccionaria intriga criminal dotada de un guión infame."                                                                               | 🔴        |
| Bandera de España | Criticalia.com Enrique Colmena | "Pero hay también una notable creatividad visual en su director y “alma mater”, Garrido Barón, que supera con nota alta los muchos problemas presupuestarios que la pobre factura del filme denota. Escasez dineraria aparte, es elogiable la puesta en escena, la coherencia del guión..." | 🟢        |